# 下土地總祿境廟

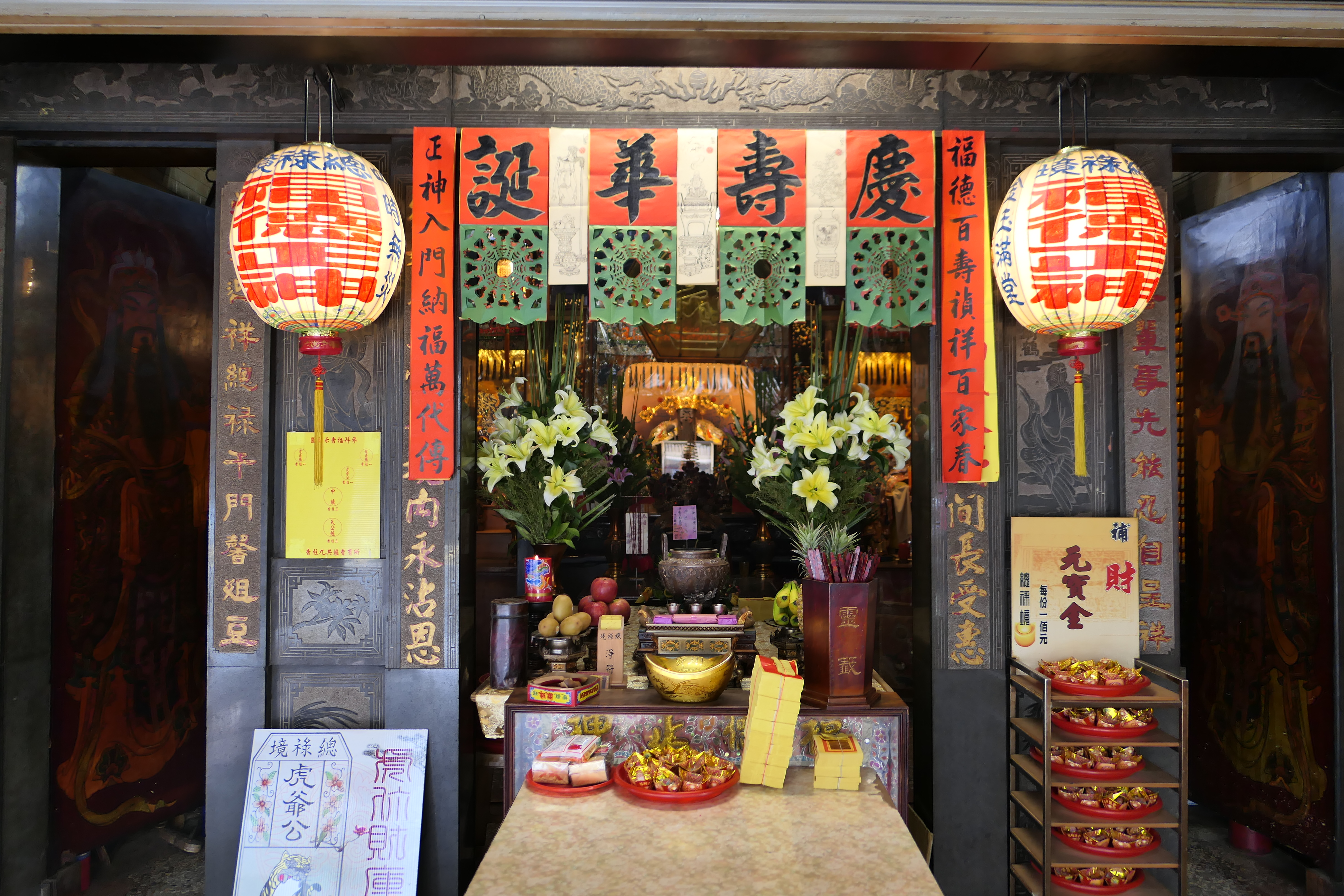
總祿境整修前正殿

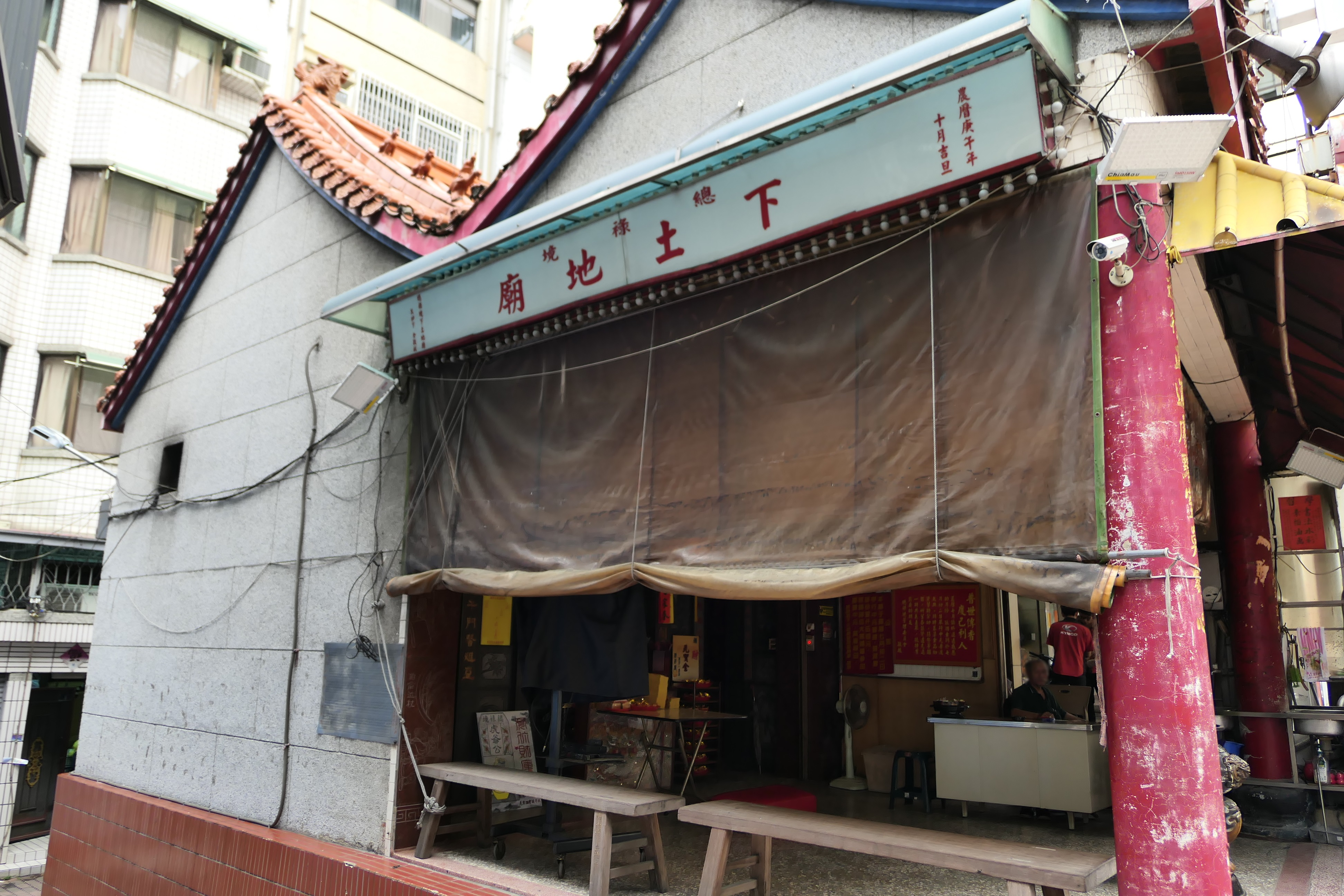
總祿境整修前側面

下土地總祿境廟位於臺灣臺南市北區，是主祀福德正神的廟宇。該廟與官建的鎮轅境頂土地廟相對，護佑著崇安街（總爺街），是典型「路頭路尾土地公」的例子，兩廟也是臺灣府城聯境「十八境」的成員。該廟相傳是位在總爺街「蜈蚣穴」的尾部。

## 沿革
關於總祿境的建廟年代有數種說法，一說是早在明鄭時期或更久之前先民來到禾寮港過坑仔時，便已搭建簡易茅房供奉福德正神。而後清康熙年間設總鎮署，總祿境也在此時改成較正式的廟宇形式。另一說則是乾隆十三年（1748年），跟鎮轅境同時興建。該廟與鎮轅境均是總爺街的土地廟，但是鎮轅境是官建廟宇，總祿境則是軍民集資合建。該廟於《重修臺灣縣志》（1752年）有提，時稱「總爺街福德祠」，並寫說府城的土地祠當時在每年農曆二月初二、八月十五都會演戲，有「春祈秋報」之意。
該廟在同治十年（1871年）由總爺街信眾發起重修，光緒年間再修。日本昭和六年（1931年），總爺街集應道壇道長曾賜發起重修。二次大戰後，民國47年（1958年）再次整修。
民國72年（1983年）開闢忠義路三段，總祿境廟地被徵收，於次年（1984年）於現址重建，並在民國79年（1990年）舉行三朝慶成祈安建醮大典。
民國82年（1993年）因為府城迎媽祖遶境，該廟與南廠武英殿、小北太帥宮、首二境萬福庵、玉泉文衡殿共抽一支公籤連番排在一起，之後五間廟因緣際會下組成了「五盟境」。

## 傳說
傳說太子太保王得祿從軍前常會夜宿總祿境，之後得到土地公神示將來從軍大有可為。後來王得祿從軍立功後，為感念土地公恩澤，奏請嘉慶皇帝加封土地公宰相，並塑造金身一尊。
另外有說法認為總祿境土地公左右是招財、進寶童子，庇祐求取利祿者，而鎮轅境土地公左右是文、武判官，庇祐求取功名者。又有一說是因為總祿境地勢較低，可擋住財富，而有「求官上土地，求財下土地」的說法。

## 圖片

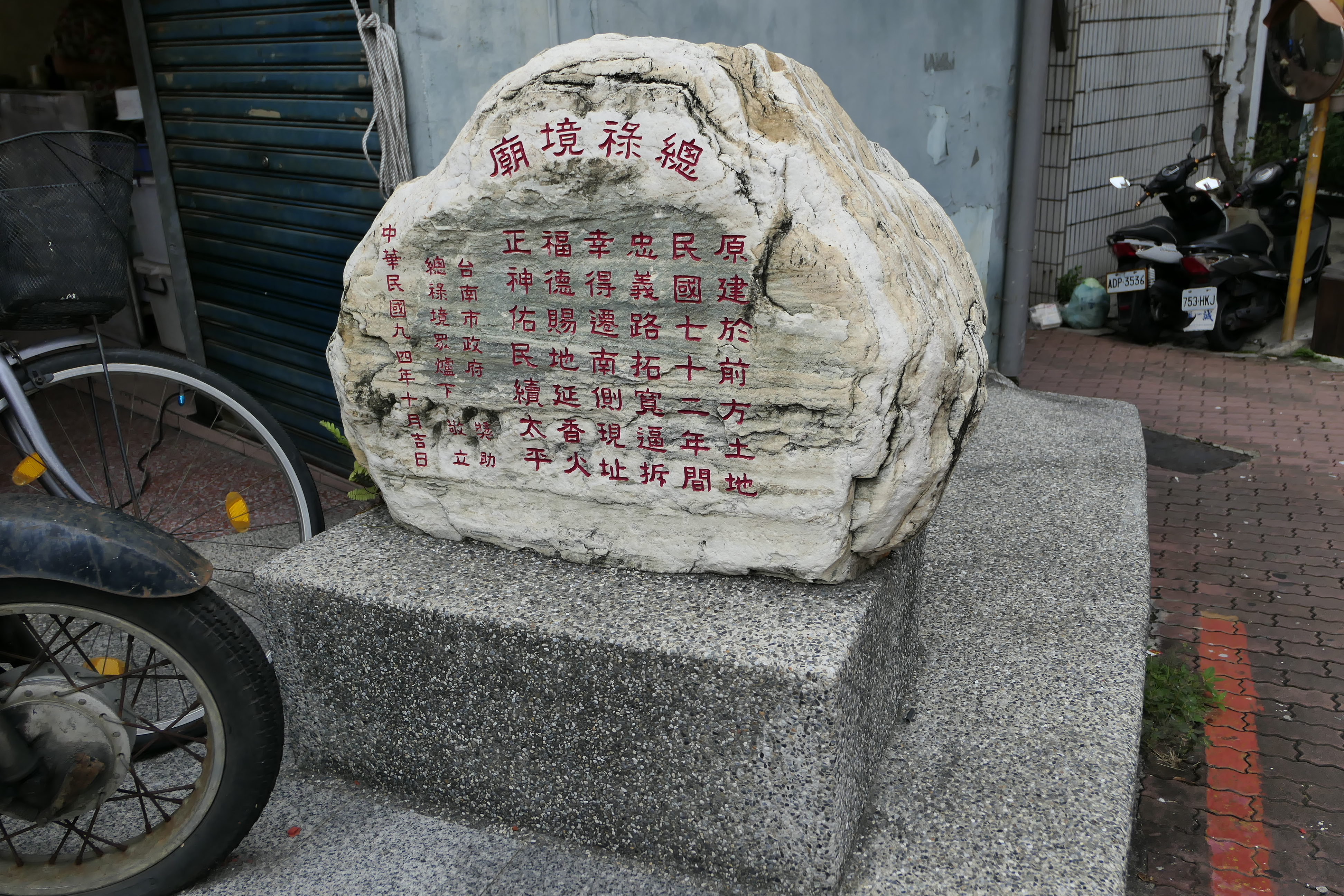
立在總祿境廟原址的石碑
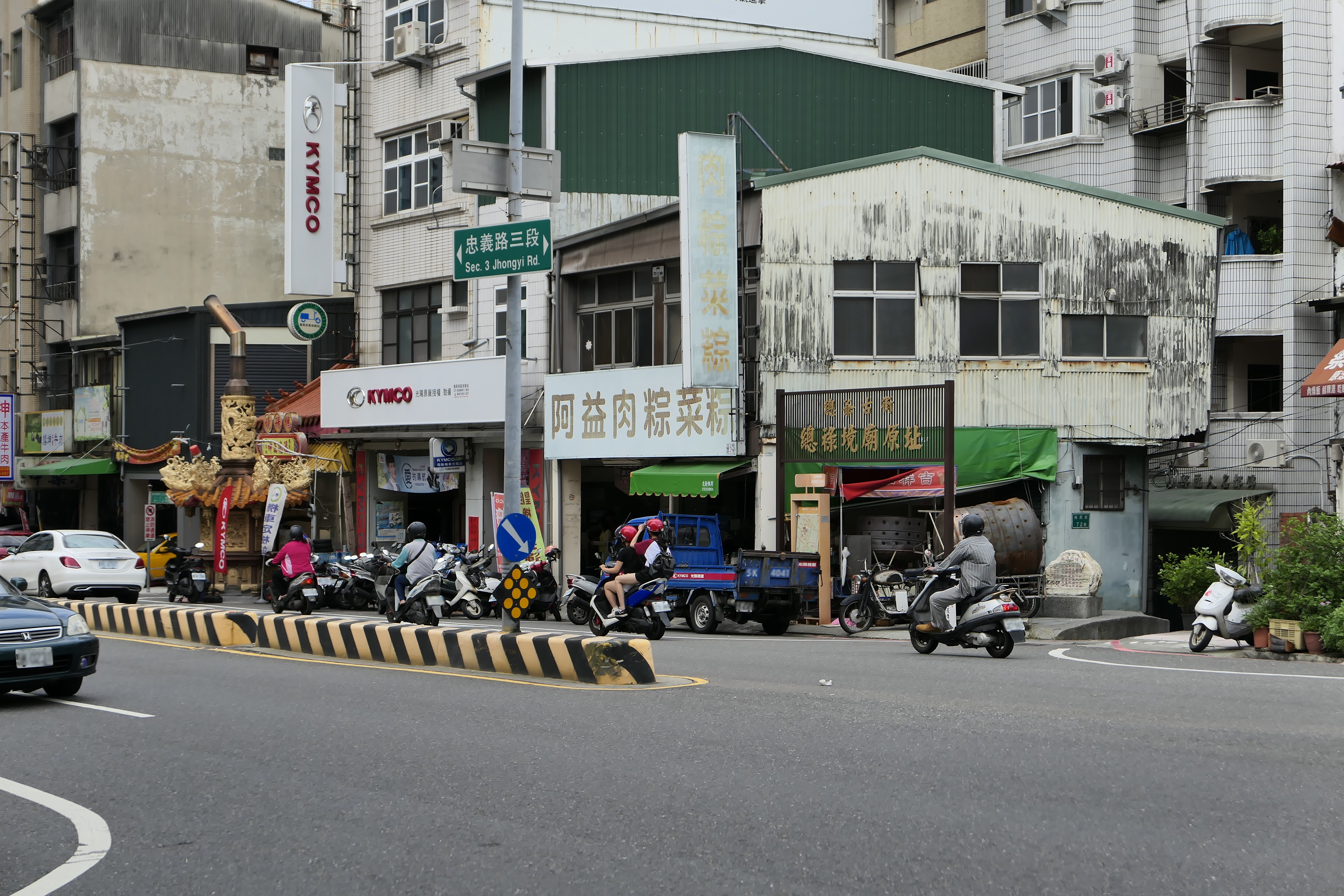
總祿境廟今址（圖左）與原址（圖右）

## 外部連結
- 台南下土地總祿境的Facebook專頁